# To the happy few
To the happy few is een reeks van 15 boeken, uitgegeven door de Nederlandse uitgever, publicist en typograaf A.A.M. Stols.

## Geschiedenis
Stols gaf de boekenreeks To the happy few, Voor de vrienden van A.A.M. Stols uit in de jaren 1924 tot 1928. De boeken werden uitgegeven in een zeer kleine oplage en gedrukt op geschept papier. Ze kwamen niet in de handel, maar werden gebruikt als relatiegeschenk. Stols gaf in deze uitgaven onder andere ruimte aan minder bekende dichters die moeite hadden hun werk gedrukt te krijgen. Ook publiceerde hij werk waarvan de auteurs niet wilden dat het in een vrij verkrijgbare editie zou terechtkomen.

## UitdrukkingHappy few
Stols was met de titel van deze boekenreeks waarschijnlijk degene die de uitdrukking happy few introduceerde in de Nederlandse taal. De uitdrukking werd pas zo'n veertig jaar later voor het eerst in een Nederlands woordenboek opgenomen.

## Titels
- nr.1: Jan van Nijlen, De lokstem en andere gedichten, 1924
- nr.2: J.C. Bloem, Het verlangen, 1924
- nr.3: Jan Greshoff, Schaduw. Enkele gedichten, 1924
- nr.4: J.W.F. Werumeus Buning, Voorbarig berijmde ruzie zijnde een voorbarig gesprek met den criticus over zekere door hem uit het oogpunt van gebrekkig wetenschappelijke grondslagen veroordeelde rijmen, geheeten Droom van het paradijs, 1925
- nr.5: Antoine Bourdelle, Trente journées du grand travail. Anatole France, Suivi de Notes sur Antoine Bourdelle par Claude Aveline. La Haye, 1925
- nr.6: Roel Houwink, Doodsklok, 1925
- nr.7: Claude Aveline, Examen, 1925
- nr.8: Jo Landheer, Golven, 1925
- nr.9: Valery Larbaud, Divertissement philologique, 1926
- nr.10: Paul Valéry, La diction des vers, (Extrait d'un petit discours), 1926
- nr.11: Paul Valéry, Tante Berthe, 1926
- nr.12: Karel van de Woestijne, Het menschelijk brood, 1926
- nr.13: Roel Houwink, Zes kleine elegieën, 1926, Bussum
- nr.14: Arthur van Schendel, Huon of over den hond Voor de vrienden van A.A.M. Stols, 1928, Brussel en Maastricht
- nr.15: E. du Perron, Gebed bij de harde dood, 1928, Brussel

Boekenreeksen: Trajectum ad Mosam · To the happy few · Halcyon · Luchtkastelen · Helikonreeks · Orpheus · Atlantis

Tijdschriften: Halcyon · Helikon · De Vrije Bladen (18e jaargang)

Overige uitgaven: Verzamelde gedichten (J.C. Bloem) · Broeder Bernard (P.N. van Eyck) · Hartslag (Morriën) · Landwind (Morriën) · De boodschap van het Wilhelmus · Het exlibris der Nederlandse medici